# Sofie Eifertinger
Sofie Eifertinger (Monaco di Baviera, 1996) è un'attrice, influencer e ipnoterapista tedesca.

## Biografia
Nata e cresciuta tra Monaco di Baviera, Bruxelles e il suggestivo  lago Ammersee, ha esordito a sedici anni (2012) nel mondo delle serie televisive tedesche. A Berlino, dove vive, si è laureata in Scienze politiche con un master presso il FU Berlin, trascorrendo un anno a Montreal grazie al DAAD accademico, studiando dapprima alla McGill University, poi lavorando al documentario No Ordinary Man di Aisling Chin-Yee e Chase Joynt.
La sua interpretazione più nota è stata nel film tv del 2016 La nostra seconda vita (Zweimal Zweites Leben) per il canale ZDF. La partecipazione più lunga l'ha vista protagonista nella serie televisiva WaPo Bodensee per la ARD. Tuttavia, ha conquistato un pubblico internazionale con la sua partecipazione alla serie di Netflix, Kitz (2021), in cui ha ricoperto il ruolo principale di Lisi Madlmeyer. In Italia, nel 2022, ha lavorato al film tv Il nemico del mio nemico (Der Feind meines Feindes), co-prodotto dalla Viola Film.
Nel 2024 è entrata nel cast di Helgoland 513 per Sky Atlantic ed è apparsa a fine anno in uno spot della Zalando.

## Filmografia

### Attrice

#### Televisione
- Schafkopf (Ep. A bisserl was geht immer) – serie TV, 1 episodio (2012)
- Der Kaktus, regia di Franziska Buch – film TV (2013)
- Polizeiruf 110 (Ep. Der Tod macht Engel aus uns allen/Demokratie stirbt in der Finsternis) – serie TV, 2 episodi (2013-2018)
- La nostra seconda vita (Zweimal Zweites Leben), regia di Peter Henning e Claudia Prietzel – film TV (2016)
- Der Lehrer – serie TV, 1 episodio (2017)
- WaPo Bodensee – serie TV, 25 episodi (2017-2019, 2024)
- Tatort (Ep. Dein Name sei Harbinger/Das Monster von Kassel) – serie TV, 2 episodi (2017-2019)
- Il commissario Heller (Ep. Panik) (Kommissarin Heller) – serie TV, 1 episodio (2021)
- Tödliche Gier, regia di Thorsten Näter – film TV (2021)
- Katakomben – serie TV, 3 episodi (2021)
- SOKO Potsdam (Ep. Hass ist mein Hobby) – serie TV, 1 episodio (2021)
- Sechs auf einen Streich - Der Geist im Glas, regia di Markus Dietrich – film TV (2021)
- Kitz – serie TV, 6 episodi (2021)
- Il nemico del mio nemico (Der Feind meines Feindes), regia di Marcus O. Rosenmüller – film TV (2022)
- Zu jung zu sterben. Ein Krimi aus Passau, regia di Andreas Herzog – film TV (2022)
- Die Drei von der Müllabfuhr (Ep. Zu Gut für Die Tonne) – serie TV, 1 episodio (2022)
- Squadra Speciale Colonia (Ep. Metaller) (SOKO Köln) – serie TV, 1 episodio (2023)
- In Aller Freundschaft (Ep. Menschen ändern sich) – serie TV, 1 episodio (2023)
- Boom Boom Bruno – serie TV, 1 episodio (2023)
- Helgoland 513 – serie TV, 2 episodi (2024)
- Ostfriesennacht, regia di Johannes Fabrick – film TV (2024)

#### Cortometraggi
- Carl und Bado, regia di Ruben Schlembach (2014)
- Als die Königin lachte, regia di Ruben Schlembach (2015)
- Mia, regia di Lukas Hablitzel (2017)
- Herz über Kopf?, regia di Laura Roge (2018)
- Drei Stationen, regia di Lukas Hablitzel (2018)
- 10 Tage Nirgendwo (Teaser), regia di Laura Roge (2019)

#### Spot pubblicitari
- Shinefinity di Wella Professionals (2022)
- Piattaforma di moda online Zalando: What Do I Wear (2024)

#### Doppiaggio
- Wunderschön – serie TV (2020)
- In Berlin wächst kein Orangenbaum – serie TV (2020)

## Riconoscimenti
- 2018 – Candidatura per il cortometraggio Mia al Camgaroo Award nella categoria Emotion
- 2018 – Candidatura per il cortometraggio Mia al Landshut Short Film Festival (Landshuter Kurzfilmfestival) nella categoria Sprungbrett
- 2018 – Candidatura per il cortometraggio Mia al Headwaters Film Festival (Northern Minnesota)
- 2024 – Grimme-Preis per la serie TV Boom Boom Bruno
- 2024 – Premio del Pubblico (Prix du Public/Audience Award) per la serie TV Helgoland 513 al Monte-Carlo Television Festival